# Rathenow (stacja kolejowa)
Rathenow – stacja kolejowa w Rathenow, w kraju związkowym Brandenburgia, w Niemczech. Znajdują się tu 2 perony.
| Rathenow              |  |             |
| Linia Berlin – Lehrte |  |             |
| Nennhausen            |  | Großwudicke |